# Vezot
Vezot är en kommun i departementet Sarthe i regionen Pays de la Loire i nordvästra Frankrike. Kommunen ligger i kantonen Mamers som tillhör arrondissementet Mamers. År 2022 hade Vezot 77 invånare.

## Befolkningsutveckling
Antalet invånare i kommunen Vezot
| Referens: INSEE |